# چودهری امیر حسین
چودهری امیر حسین (انگلیسی: Chaudhry Amir Hussain؛ زادهٔ ۲۲ ژوئن ۱۹۴۲) سیاست‌مدار اهل پاکستان است. وی از سال ۲۰۰۲ تا ۲۰۰۸ رئیس مجلس ملی پاکستان بوده‌است.